# خوان رومان ریکلمه
خوان رومان ریکلمه (زاده: ۲۴ ژوئن ۱۹۷۸ در سان فرناندو) بازیکن سابق فوتبال آرژانتینی است. از او به  عنوان  یکی  از بهترین  و تکنیکی ترین بازیسازهای  زمان  خود در جهان  یاد میشود. همچنین وی  یکی  از بهترین بازیکنان  تاریخ  فوتبال  آرژانتین می باشد.  درخشش  استثنایی ریکلمه  در سال۲۰۰۵ باعث شد  تا  ویارئال  به  نیمه نهایی  جام  باشگاه‌های اروپا برسد اما  وی  با تمام  شایستگی‌هایی  که  داشت  به  حق  واقعی  خود  در فوتبال  نرسید. 
ریکلمه یک بازیساز واقعی بود که باقدرت پاسکاری بالا و دید مناسب نسبت به کل زمین، شرایط گل زنی را برای مهاجمین تیم خود فراهم می‌کرد. همچنین توانایی بالای او در زدن ضربات آزاد، از این بازیکن یک هافبک تهاجمی واقعی ساخته‌ بود.
او بیشتر زمان بازی خود را در تیم بوکا جونیورز گذراند. البته مدتی هم در لیگ اسپانیا در تیم‌های بارسلونا و ویارئال بازی کرد که حضور او در ویارئال موفق تر و چشمگیرتر بوده‌ است. در جام جهانی ۲۰۰۶ ریکلمه تیم ملی آرژانتین را همراهی کرد اما پس از اینکه مارادونا مربی آرژانتین شد، به دلیل برخورد لفظی بین این دو، به تیم ملی دعوت نشد و جام جهانی ۲۰۱۰ را از دست داد.
او چهار بار به عنوان بهترین بازیکن سال آرژانتین انتخاب شد. او در سال ۲۰۰۱ به عنوان بازیکن سال آمریکای جنوبی انتخاب شد و همچنین شش بار در تیم سال آمریکای جنوبی قرار گرفت.

## باشگاهی

### آغاز کار در بوکا جونیورز
ریکلمه در محله سن فرناندو، بوئنوس آیرس در خانواده‌ای ده نفره و بسیار فقیر بزرگ شد. در کودکی عضو تیم آرژانتینوس جونیورز بود. بعد از آن در نوجوانی به بوکا جونیورز پیوست.

### بارسلونا
در نوامبر سال ۲۰۰۲ پس از هفت فصل درخشان با بوکا جونیورز و کسب عناوین مختلف، ریکلمه با مبلغ ۱۱ میلیون یورو از بوکا به بارسلونا منتقل شد. دلیل جدایی ریکلمه از بوکاجونیورز، به دست آوردن پول برای آزادی برادرش کریستین بود که مدتی قبل به دست آدم‌رباها دزدیده شده بود. به همین دلیل لوئی فان خال قرارداد او را سیاست ورزی ریکلمه می‌دانست و در کل برخورد سردی با او در بارسلونا شد. از او بیشتر به عنوان پیستون یا بال در ترکیب تیم استفاده می‌شد که پست تخصصی اش نبود و در نتیجه دورهٔ چندان خوبی در بارسلونا پشت سر نگذراند.

### ویارئال
بعد از اینکه بارسلونا با رونالدینهو قرارداد بست، تعداد بازیکنان خارجی بارسا از تعداد مجاز تعیین شده در قوانین لالیگا بیشتر شد و در نتیجه مسئولان بارسا تصمیم گرفتند ریکلمه رابه ویارئال قرض بدهند. پس از درخشش او در ویارئال مسئولین این باشگاه تصمیم گرفتند ریکلمه را از بارسلونا خریداری کنند و سرانجام برسر مبلغ ۸ میلیون یورو با بارسا به توافق رسیدند. او بازیهای بسیار خوبی در ویارئال از خود به نمایش گذاشت. به طوریکه در سال ۲۰۰۵ به عنوان نامزدی بهترین بازیکن سال جهان انتخاب شد.

### بازگشت به بوکا جونیورز
در سال ۲۰۰۷ ریکلمه به مدت پنج ماه به صورت قرضی به بوکا جونیورز پیوست تا به این تیم کمک کند. در همان سال مسئولین بوکا برای خریدن ریکلمه اظهار علاقه کردند و ویارئال هم باانتقال او موافقت کرد. به این صورت بود که او دوباره به خانه همیشگی‌اش بوکا جونیورز برگشت.